# Ордена Нидерландов
Королевство Нидерланды — государство с монархической формой правления. Отсчёт современного периода истории Нидерландов начинается с поражения Наполеона в 1815 году, битвы при Ватерлоо, где герцог Веллингтон возглавлял англо-нидерландскую армию,  и решений Венского конгресса.
Ордена Нидерландов делятся на национальные и королевские (ордена королевского дома). И те и другие вручает правящий монарх, однако первые - по согласованию с правительством, тогда как вторые - по своему усмотрению.

## Национальные ордена
| Знак | Орден                     | Основан          | Примечания |
| ---- | ------------------------- | ---------------- | --- |
|      | Военный орден Вильгельма  | 30 апреля 1815   | Высшая награда за доблесть в бою, самый почётный орден в Нидерландах.                                                |
|      | Орден Нидерландского льва | 29 сентября 1815 | Изначально вручался за любые гражданские заслуги, с 1980 года - за заслуги в области искусства, литературы и спорта. |
|      | Орден Оранских-Нассау     | 4 апреля 1892    | Награда за гражданские заслуги.                                                                                      |

## Королевские ордена
| Знак | Орден                         | Основан        | Примечания |
| ---- | ----------------------------- | -------------- | --- |
|      | Орден Золотого льва Нассау    | 31 марта 1858  | Орден, разделённый на две линии, и вручаемый главами нидерландской и люксембургской ветвей правящей в этих странах династии Нассау.     |
|      | Орден Оранского дома          | 19 марта 1905  | Изначально имел очень сложную структуру степеней, в 1969 году был разделён на три ордена, включая одноименный (каждый в одной степени). |
|      | Орден Короны                  | 30 ноября 1969 | Создан при разделении ордена Оранского дома на три.                                                                                     |
|      | Орден «За верность и заслуги» | 30 ноября 1969 | Создан при разделении ордена Оранского дома на три.                                                                                     |
|      | Орден Золотого Ковчега        | 10 июля 1971   | Орден вручается за защиту окружающей среды.                                                                                             |

## Кресты и медали
Нидерландская система наград также включает в себя некоторое количество крестов и медалей, как вручаемых за определённые заслуги, так и приуроченных к конкретным датам, например Памятная медаль «Бракосочетание Виллема-Александра и Максимы Соррегьета» (нидерл. Huwelijksmedaille 2002).